# فندق أرماني دبي
يعد فندق أرماني دبي التابع لمجموعة إعمار للضيافة فندق كلاسيكي من فئة 5 نجوم، يقدم عروضاً متنوعة لزوار دبي في الإمارات العربية المتحدة. صمّم هذا الفندق جورجيو أرماني أحد كبار المصممين في العالم. حيث يضم الفندق إلى جانب 160 غرفة ضمنه، قاعات للولائم وقاعات للمؤتمرات لاستضافة اجتماعات النزلاء الرسمية وغير الرسمية.
أما أبرز معالم الفندق فتشمل مرافق مخصصة لرجال الأعمال، بنية تحتية متطورة وموقع استراتيجي في مدينة دبي. ولمحبي الطعام، يضم فندق أرماني دبي 7 مطاعم تفتح على مدار الساعة وتقدم أشهى المأكولات من جميع أنحاء العالم.

## الموقع
يقع الفندق في موقع استراتيجي في قلب مدينة دبي. وبينما يمكن الوصول إلى مول دبي سيراً على الأقدام تقع العديد من الأماكن المهمة قريباً من الفندق. ويؤمن المدخل الخاص عبر برج خليفة وصول النزلاء إلى الفندق الذي يشغل 11 طابقاً من المبنى الطويل. ويسهل الوصول إلى الفندق من مطار دبي الدولي. كما يقع شاطئ الجميرا على مسافة بضع مئات من الأمتار من الفندق. وبموقعه في قلب المدينة، يوفر الفندق سهولة الوصول إلى وسائل الترفيه الأخرى والمراكز التجارية في المدينة.

## خيارات الغرف
يقدم الفندق مجموعة متميزة من الغرف للاختيار من بينها. فهنالك غرف منفردة وغرف مزدوجة. وقد تم تجهيز كل غرفة من هذه الغرف بسرير ذو حجم كبير مع حمامات مرفقة تضم دوش وأحواض استحمام.
وتشمل الغرف المختلفة:
-غرفة ديلوكس
-غرفة كلاسيكية
-جناح بريميير
-جناح النافورة
-جناح تنفيذي
-جناح السفراء
-جناح متميز
-جناح دبي
ويسمح للنزلاء اختيار الغرفة التي تناسبهم. كما تتوفر فراش إضافية عند الطلب.

## الخدمات المقدمة داخل الفندق
يقدم فندق أرماني دبي خدمات متميزة لرجال الأعمال والسياح. كما يقدم الفندق مجموعة لا تضاهى من المزايا انطلاقاً من خدمة الغرف على مدار الساعة وصولاً إلى خدمات غسيل الملابس وحسن الضيافة.من جانب آخر فإن الغرف مغطاة بالسجاد ليحظى النزلاء بأقصى درجات الراحة. ويضفي الأثاث الفريد من نوعه والاكسسوارات الحديثة المستخدمة في الفندق شعوراً مريحاً. وتضم غرف الفندق الميزات التالية:
-أماكن للعمل متعددة الأغراض
-تلفزيون إل سي دي بشاشة مسطحة مع مشغل دي في دي
-مكيفات هواء 
-آلة صنع قهوة يدوية
-حمام مرفق مميز
-طابعة داخل الغرف عند الطلب
ولمناسبات مختلفة، يضم الفندق أماكن مختلفة تناسب كل الاحتفالات وقاعات لجميع المناسبات سواء كان اجتماع عمل رسمي أو احتفال عيد ميلاد غير رسمي، إلى جانب قاعات ولائم وقاعات اجتماعات. 
كما تتوفر العديد من مرافق الترفيه والتسلية ضمن الفندق. حيث يقدم السبا الصحي طرق علاج لتخفيف جميع الآلام فيعيد التوازن الداخلي للجسم. حيث يمكنك الاختيار من بين ثلاث طرق علاج وهي: مو، ليبرتا وفلوديتا. 
ولتحسين الخدمات المقدمة، يتيح الفندق لنزلائه الاستمتاع بخدمات شخصية. كما يقدم المنتجع الصحي طرق علاج تعد خصيصاً. ويضم الفندق بركة سباحة وصالة للألعاب الرياضية تتيح للنزلاء التمدد والاسترخاء.

## الجوائز
حاز فندق «أرماني دبي» على العديد من الجوائز. ففي عام 2014، مُنح جائزة «أفضل معلم فندقي في العالم» وحاز مجدداً على الجائزة التي نالها عام 2013 كـ«أفضل فندق عصري في دبي» ضمن حفل توزيع جوائز السفر العالمية. وفاز الفندق بجائزة «أفضل تجربة سفر عالمية» عن فئة «أفضل تكنولوجيا ضمن الغرف»، الذي تنظمه مجموعة زانادو
تم اختيار فندق أرماني دبي كـ«أفضل تصميم فندقي» في حفل توزيع «جوائز السفر العالمية» عام 2011. وتم تكريمه أيضاً بجائزة «أفضل تصميم وبناء لفندق» لعام 2010. وفي هذا العام، حاز الفندق على جائزتي شرف في حفل توزيع جوائز تايم آوت ريستورانت حيث تم تكريم مطعم أرماني بجائزة «أفضل مطعم إيطالي» للسنة الثالثة على التوالي، في حين حاز مطعم أرماني/ أمل على جائزة أكثر المطاعم إشادة كـ«أفضل مطعم هندي» بعد أن فاز بالجائزة في عامي 2013 و2014.